# Myopsyche alluaudi
Myopsyche alluaudi là một loài bướm đêm thuộc phân họ Arctiinae, họ Erebidae.